# Bieńkowice (Krzyżanowice)
Bieńkowice (deutsch Benkowitz, 1936–1945 Berendorf, tschechisch Benkovice) ist ein Ort in der Gemeinde Krzyżanowice (Kreuzenort) im Powiat Raciborski der Woiwodschaft Schlesien in Polen.

## Geografie

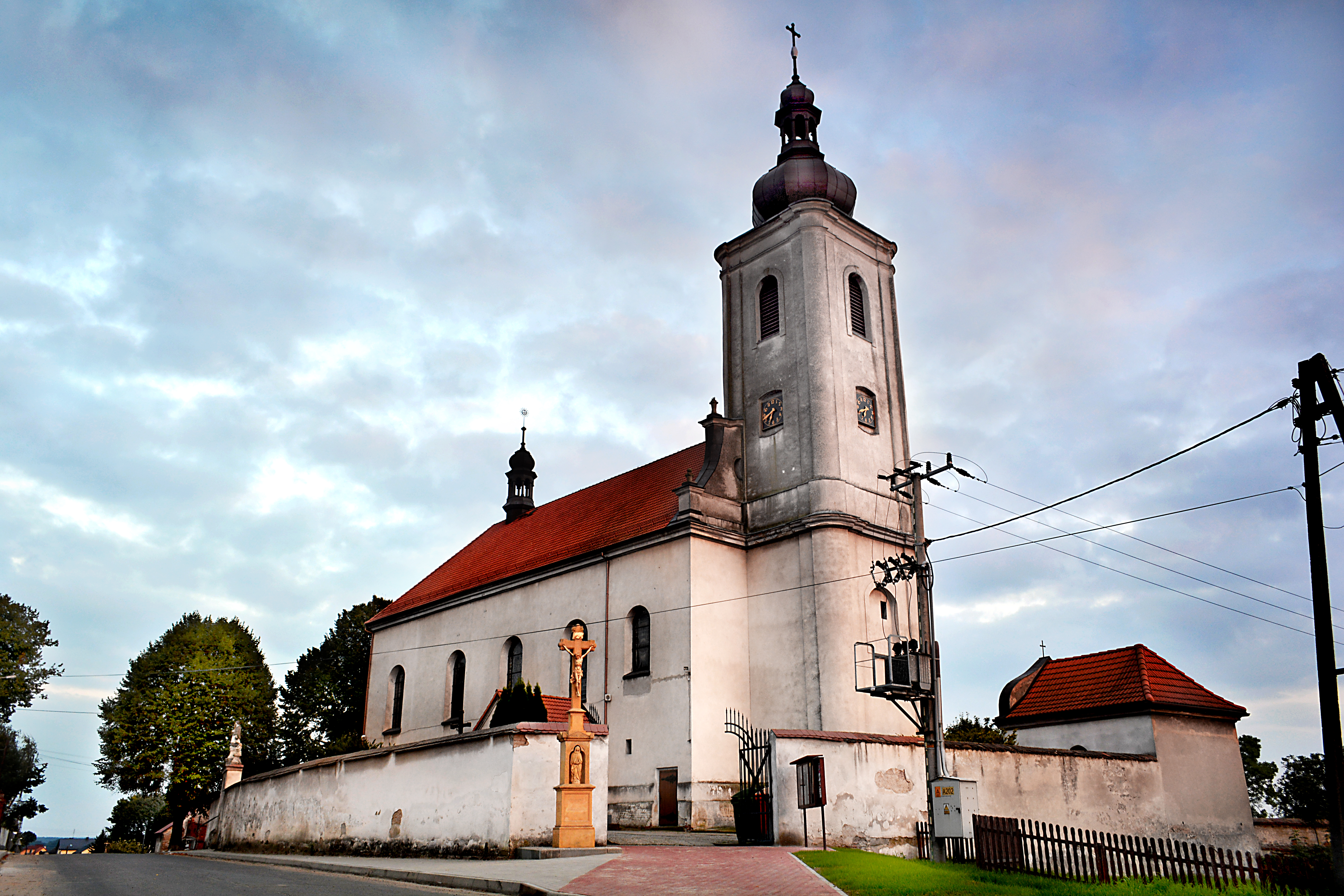
Allerheiligenkirche

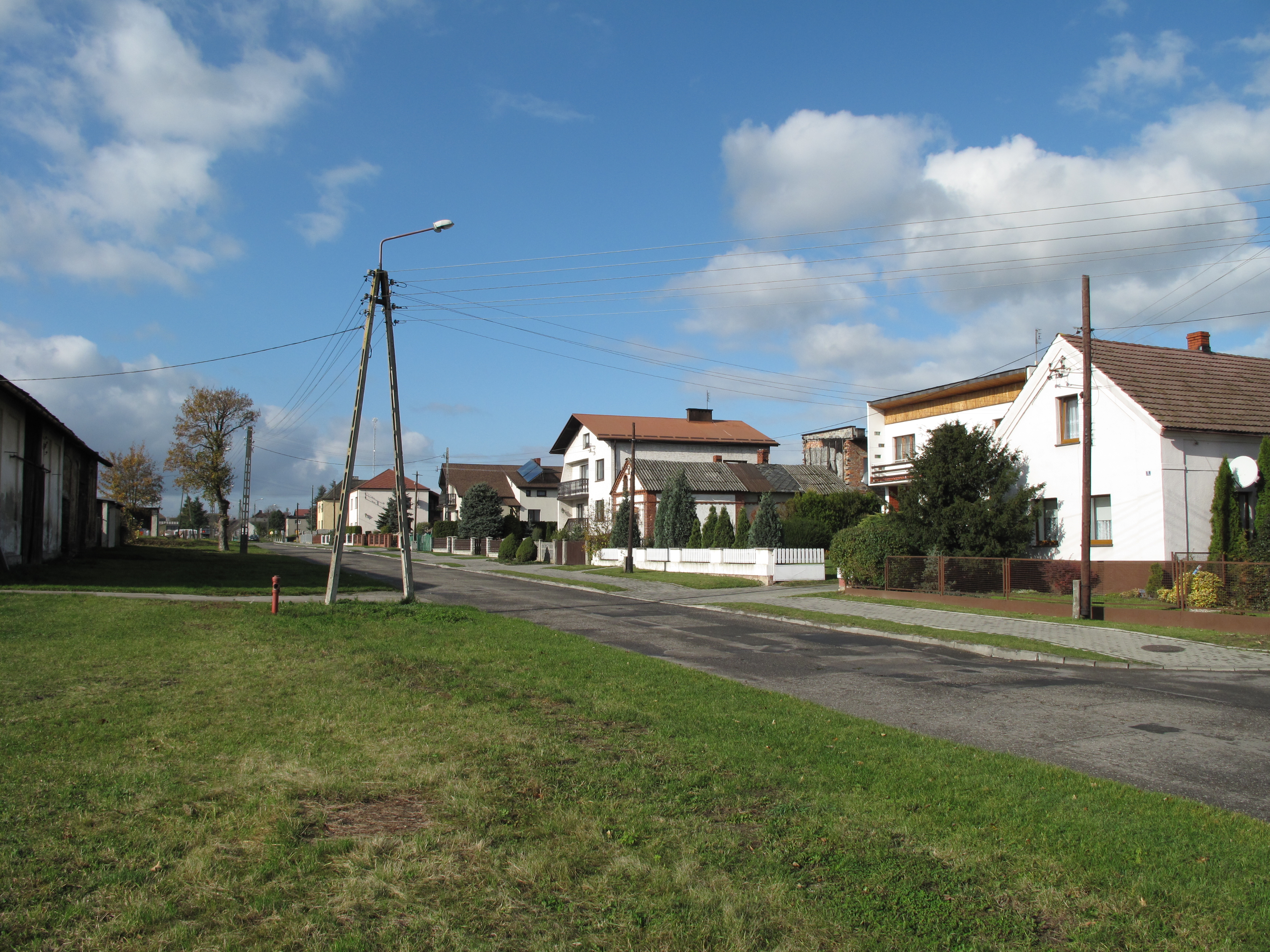
Ortsbild

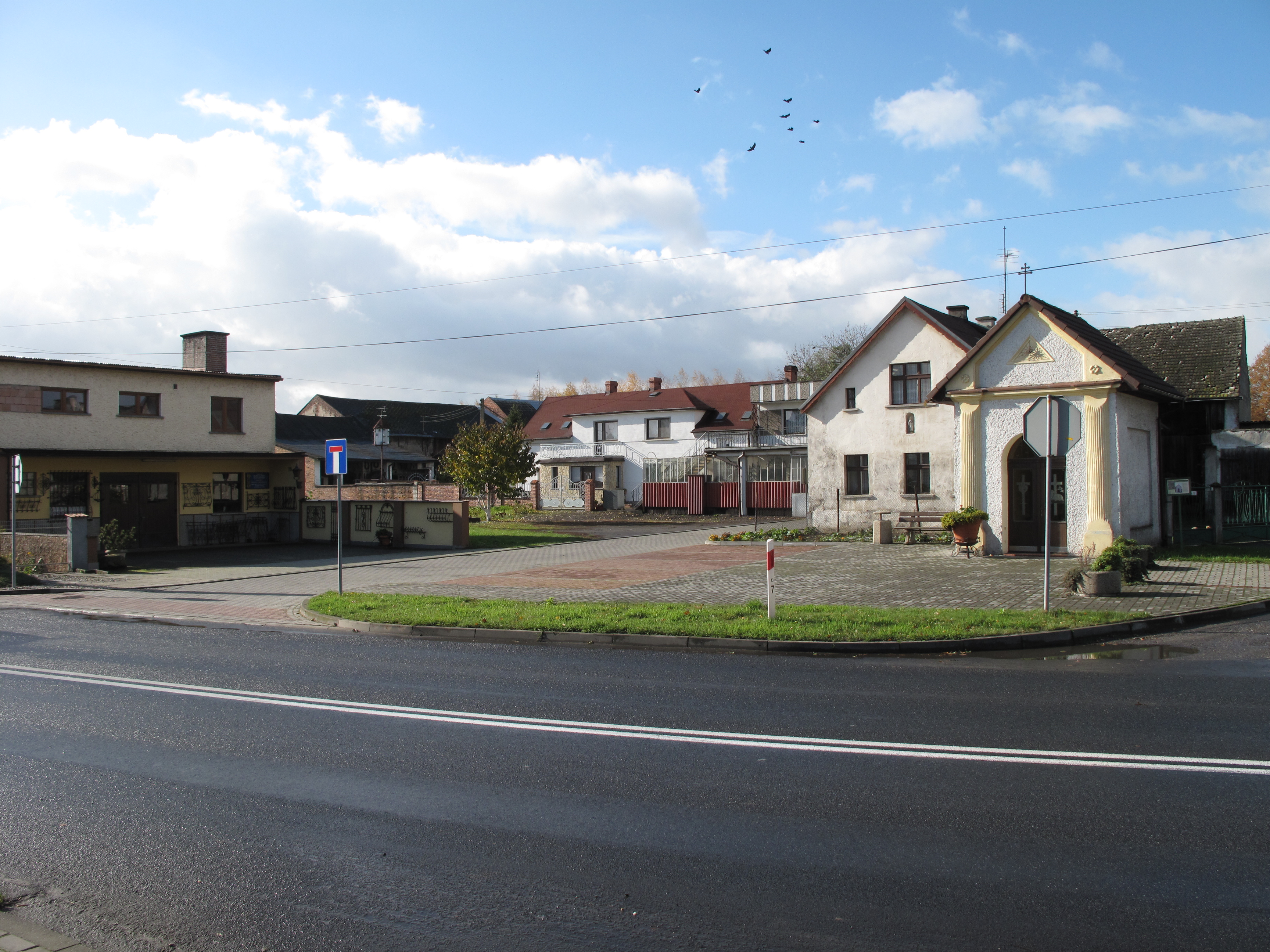
Ortsbild mit Wegkapelle

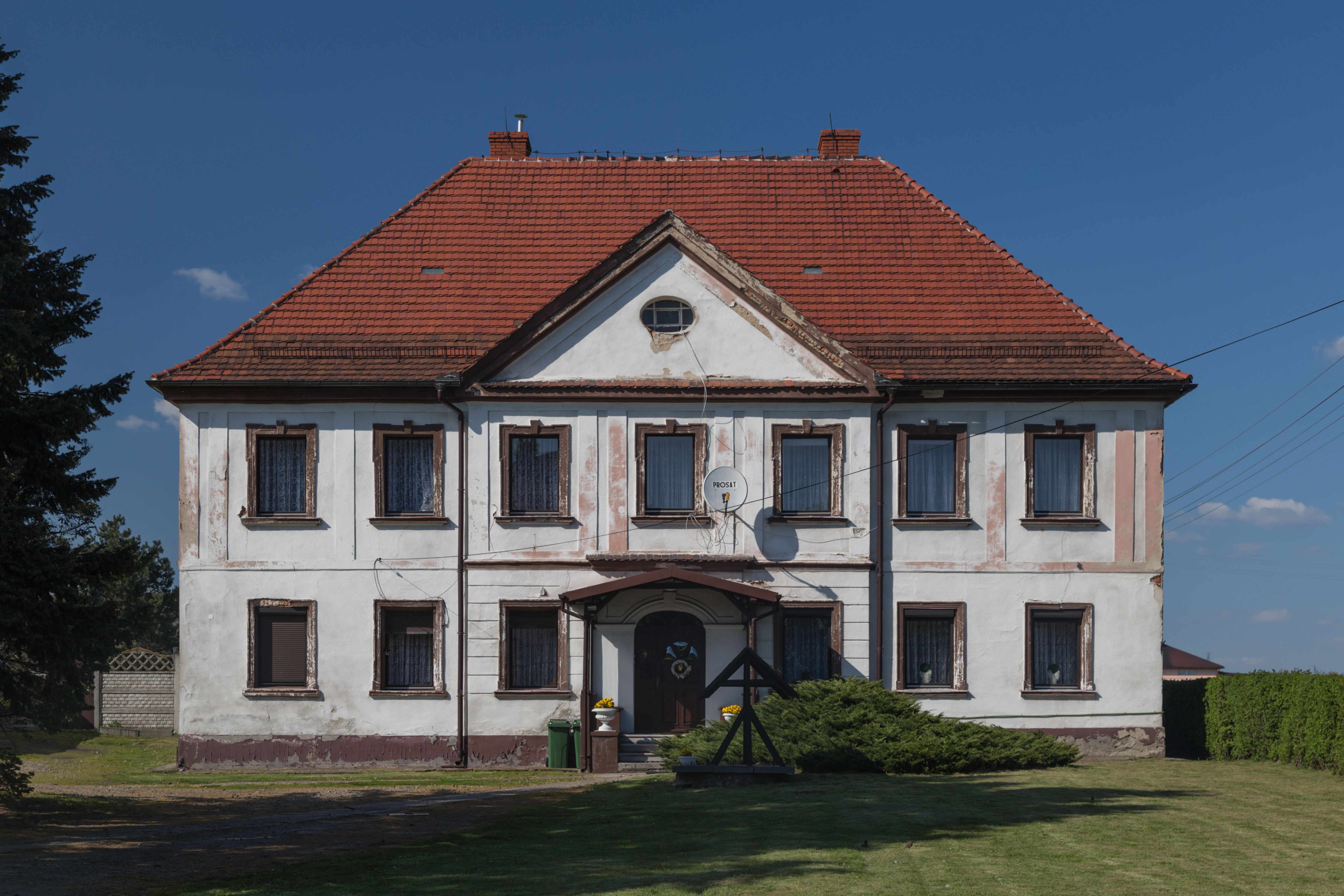
Pfarrhaus

Bieńkowice liegt sechs Kilometer nordwestlich von Krzyżanowice (Kreuzenort), sechs Kilometer südlich von Racibórz (Ratibor) und 61 Kilometer südwestlich von Katowice (Kattowitz) in der Nähe der Landesgrenze zu Tschechien am linken Ufer der Zinna. Östlich verläuft die Oder.

## Geschichte
„Benchoviche“ wurde erstmals am 4. April 1283 wurde er in Zusammenhang mit einem Grafen Jenscho erwähnt. Im Breslauer Zehntregister Liber fundationis episcopatus Vratislaviensis aus den Jahren 1295–1305 ist es in der Schreibweise „Bencowitz“ belegt. Am 1. Juni 1335 überschrieb Bischof Nanker den Ort den Dominikanerinnen des Heilig-Geist-Klosters in Ratibor.
Nach einem bischöflichen Visitationsbericht aus dem Jahr 1687 wurde in der örtlichen Kirche in der polnischen Sprache gepredigt (concio Polonica).
In den Beyträge(n) zur Beschreibung von Schlesien sind die Ortsnamen Beinkowi(t)z und Benkowi(t)z belegt. Damals hatte der Ort 533 Einwohner, ein Vorwerk, eine Kirche, eine Schule, 48 Bauern, 34 Gärtner und 46 Häusler. Ein großer Teil der Einwohner waren Leinenweber. Mit der Säkularisation in Preußen 1810 verloren die Dominikanerinnen ihr Eigentum an Benkowitz, und das Kloster wurde aufgelöst. 1865 bestand Binkowitz bzw. Bienkowitz aus einem Dominium und einer Landgemeinde. Der Ort hatte zu diesem Zeitpunkt 40 Bauernhöfe, sechs Gärtner und 96 Häuslerstellen sowie zwei Wassermühlen, eine Brauerei, eine 1749 erbaute katholische Kirche und eine Schule mit zwei Lehrern und 230 Schülern.
An der Pariser Friedenskonferenz 1919 beanspruchte die Tschechoslowakei das Gebiet, wie auch Polen.
Bei der Volksabstimmung in Oberschlesien am 20. März 1921 stimmten vor Ort 581 Wahlberechtigte für einen Verbleib Oberschlesiens bei Deutschland und 598 für eine Zugehörigkeit zu Polen. Benkowitz verblieb nach der Teilung Oberschlesiens beim Deutschen Reich. 1936 wurde der Ort im Zuge einer Welle von Ortsumbenennungen der NS-Zeit in Berendorf umbenannt. Bis 1945 befand sich der Ort im Landkreis Ratibor.
1945 kam der bis dahin deutsche Ort unter polnische Verwaltung und wurde anschließend der Woiwodschaft Schlesien angeschlossen und zum 12. November 1946 ins polnische Bieńkowice umbenannt. 1950 kam der Ort zur Woiwodschaft Oppeln. 1975 kam der Ort zur Woiwodschaft Kattowitz. 1999 kam der Ort zum wiedergegründeten Powiat Raciborski und zur Woiwodschaft Schlesien.
Alfred Zaręba klassifizierte die örtliche Mundart des polnisch-schlesischen Dialektes als Dialekt des schmalen schlesisch-lachischen Grenzgebiets am linken Ufer der Oder und der Zinna, aber viele Linguisten zählen sie (neben der Mundart in Tworków) sogar zur Lachischen Sprache, obwohl das Dorf nie zum mährischsprachigen Bistum Olmütz gehört hatte. Viele Dorfbewohner haben bis heute mährischstämmige Nachnamen, was auf die Migration aus den Dörfern im Westen (siehe auch Hultschiner Ländchen) hindeutet.

## Bauwerke und Denkmale
- Die römisch-katholische Allerheiligenkirche wurde in den Jahren 1719–1730 im Barockstil errichtet.[8]
- Pfarrhaus aus dem Jahr 1801
- Wegekapelle dem Johannes dem Täufer geweiht
- Wegekreuze
- Cholerasäule[9]
- Lehmhaus aus dem Jahr 1855
- Schwesternhaus der Elisabethinen
- Schmiede

## Bräuche
In Bieńkowice ist der Brauch des Osterreitens verbreitet.

## Vereine
Im Ort gibt es eine DFK-Ortsgruppe der Deutschen Minderheit.